# Artur Lemoyne de La Borderie
Artur Lemoyne de La Borderie (Vitré, 1827- Roazhon 1901) fou un historiador bretó. Estudià dret a Rennes i a l'École des Chartes, i des del 1853 treballà als arxius departamentals de Naoned. Fou conseller general del departament d'Illa i Vilaine del 18674 al 1874, i diputat a l'Assemblea Nacional per Vitré del 1874 al 1876. El 1874 envià un informe a Léon Gambetta, Le Camp de Conlie et l'Armée de Bretagne, sobr els voluntaris bretons de Keratry que lluitaren contra els alemanys a Mans defensant París. Fou publicat al Paris Journal, encara que no va tenir cap ressò.
Va fundar i presidir nombroses societats històriques i fou autor d'Études historiques bretonnes (1884), i publicador des del 1861 d'un Annuaire historique et archéologique de Bretagne, així com Notions élémentaires ou précis des origines de l'histoire de Bretagne du Vème au IXème siècles (1861). El 1890 fou catedràtic d'història a Roazhon, des de la qual establí que la Bretanya és una nació i influí força en els joves nacionalistes posteriors. En la seva Introduction au cours d'histoire de la Bretagne (1890), resumí els aspiracions d'una certa èlite bretona:
- La Bretagne est mieux qu'une province, elle est un peuple, une nation véritable et une société à part, parfaitement originale dans ses éléments constitutifs